# Monique van Vooren
 (janvier 2020).
Si vous disposez d'ouvrages ou d'articles de référence ou si vous connaissez des sites web de qualité traitant du thème abordé ici, merci de compléter l'article en donnant les références utiles à sa vérifiabilité et en les liant à la section « Notes et références ».
Monique van Vooren, née le 25 mars 1927 à Bruxelles et morte le 25 janvier 2020 à New York, est une actrice et danseuse américaine d'origine belge (parfois créditée Monique Van Vooren ou Monique van Voren).

## Biographie
Au cinéma, Monique van Vooren (nom de naissance de sa mère) commence sa carrière en Europe puis s'installe aux États-Unis (dont elle obtient la citoyenneté). Elle contribue à quatorze films, le premier italien étant Demain il sera trop tard de Léonide Moguy (1950, avec Pier Angeli et Vittorio De Sica).
Ultérieurement, mentionnons le film français Série noire de Pierre Foucaud (1955, avec Henri Vidal et Erich von Stroheim), le film américain Joyeux anniversaire de David Miller (1959, avec David Niven et Mitzi Gaynor), la coproduction franco-italo-allemande Le Décaméron de Pier Paolo Pasolini (1971, avec Franco Citti et Ninetto Davoli), ou encore le film américain Les Noces de cendre de Larry Peerce (1973, avec Elizabeth Taylor et Henry Fonda).
Son avant-dernier film, où elle tient un petit rôle, est Wall Street d'Oliver Stone (1987, avec Michael Douglas et Charlie Sheen) ; le dernier est Greystone Park (en) de Sean Stone (2012, avec Sean et Oliver Stone).
À la télévision américaine, outre des prestations comme elle-même, Monique van Vooren apparaît dans six séries entre 1957 et 1970, dont The Trials of O'Brien (un épisode, 1965) et Batman (deux épisodes, 1968).
Au théâtre, elle contribue à des comédies musicales et revues représentées aux États-Unis, dont deux prestations à Broadway (New York), dans la revue John Murray Anderson's Almanac (en) (1953-1954, avec Harry Belafonte et Polly Bergen), puis dans la comédie musicale Man on the Moon (en) (1975, avec Denny Doherty et Geneviève Waïte).

## Filmographie

### Cinéma
- 1950 : Demain il sera trop tard (Domani è troppo tardi) de Léonide Moguy : Giannina
- 1953 : Tarzan et la Diablesse (en) (Tarzan and the She-Devil) de Kurt Neumann : Lyra « She-Devil »
- 1955 : Série noire de Pierre Foucaud : Éliane
- 1955 : Ça va barder de John Berry : Irène
- 1957 : Dix mille chambres à coucher (Ten Thousand Bedrooms) de Richard Thorpe : la fille au générique de début
- 1958 : Gigi de Vincente Minnelli : une showgirl
- 1959 : Joyeux anniversaire (Happy Anniversary) de David Miller : Jeanette Revere
- 1967 : Fearless Frank de Philip Kaufman : Plethora
- 1971 : Le Décaméron (Il decameron) de Pier Paolo Pasolini : la reine Skull
- 1973 : Les Noces de cendre (Ah Wednesday) de Larry Peerce : La femme allemande
- 1973 : Chair pour Frankenstein (Flesh for Frankenstein) de Paul Morrissey et Antonio Margheriti : La baronne Katrin Frankenstein
- 1987 : Wall Street d'Oliver Stone : Une femme au club « 21 »
- 2012 : Greystone Park de Sean Stone : Monique

### Télévision

#### Séries télévisées
- 1965 : The Trials of O'Brien : Eve St. Clair
- 1968 : Batman : Mlle Clean

## Théâtre à Broadway (intégral)
- 1953-1954 : John Murray Anderson's Almanac, revue, musique et lyrics de Richard Adler et Jerry Ross, sketches de divers auteurs, décors de Raoul Pène Du Bois : une membre de la troupe / une invitée du bal / la fiancée de l'hiver / la reine / une dame / la danseuse du numéro Hold 'Em Joe / la présentatrice du numéro La Pistachio
- 1975 : Man on the Moon, comédie musicale produite par Andy Warhol, musique, lyrics et livret de John Phillips, mise en scène de Paul Morrissey : Vénus